# Микоплазма
Микоплазмите (Mycoplasma) са род бактерии от семейство Mycoplasmataceae без клетъчна стена. Представителите на рода могат да бъдат паразитни или сапрофитни. Няколко вида могат да бъдат и патогенни за хората. Типична е Mycoplasma pneumoniae, която е един от причинителите на атипична пневмония и други респираторни заболявания. Mycoplasma genitalium е причинител на възпаления на органите в малкия таз.

## Видове
- Mycoplasma capricolum
- Mycoplasma flocculare
- Mycoplasma gallisepticum
- Mycoplasma genitalium
- Mycoplasma haemofelis
- Mycoplasma hominis
- Mycoplasma hyopneumoniae
- Mycoplasma hyorhinis
- Mycoplasma hyosynoviae
- Mycoplasma laboratorium
- Mycoplasma laidlawii
- Mycoplasma mycoides
- Mycoplasma ovipneumoniae
- Mycoplasma pneumoniae
- Mycoplasma pulmonis
- Mycoplasma suipneumoniae
- Mycoplasma synthia